# Arendsee (Nordwestuckermark)

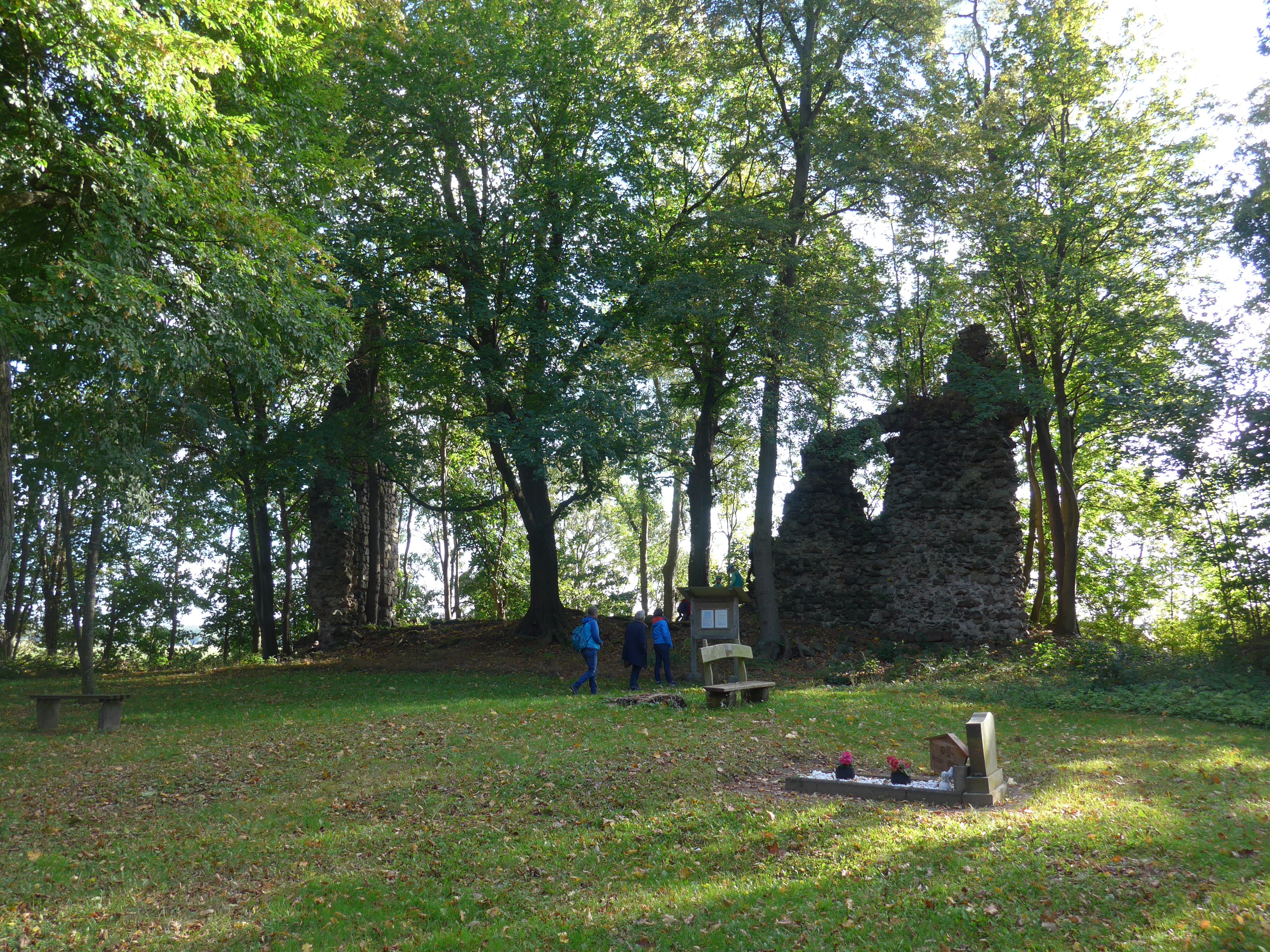
Friedhof und Kirchenruine

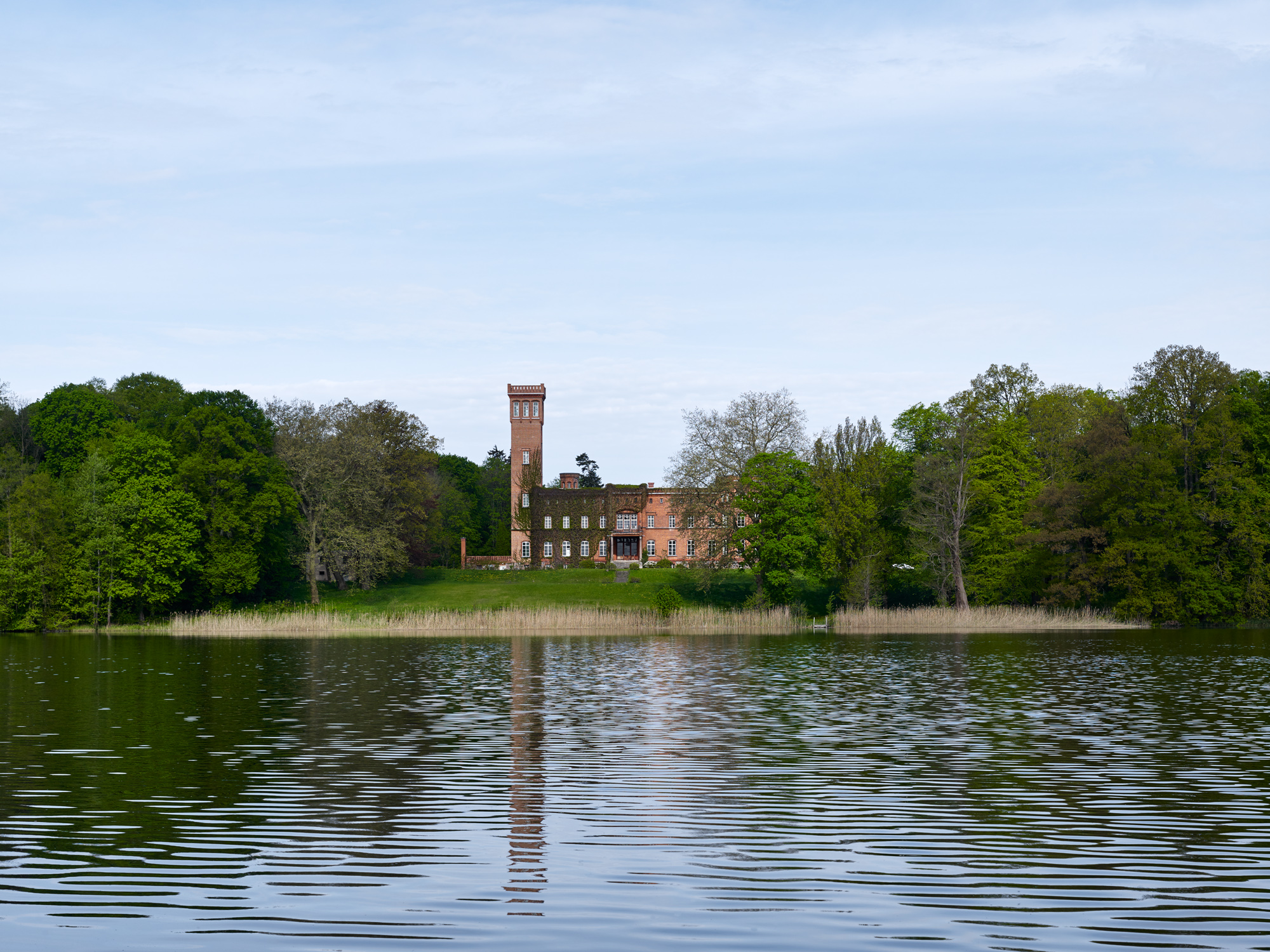
Das Schloss von der Seeseite

Arendsee, 15 km westlich von Prenzlau gelegen, ist heute ein Teil der Gemeinde Nordwestuckermark im Landkreis Uckermark in Brandenburg. 1289 erstmals urkundlich erwähnt, entvölkerte sich der Ort im Laufe des Mittelalters und ist heute vor allem durch Schloss und Kirchenruine bekannt.

## Historische Bauten
Auf einer im See gelegenen, später mit dem Land verbundenen Insel stand eine schon seit Jahrhunderten wüst gefallene Burg.

### Kirchenruine
Von der im 13. Jahrhundert aus Feldsteinen errichteten Saalkirche sind Teile des Westturms, der noch Reste eines Tonnengewölbes aufweist, erhalten. Zum ebenso breiten Schiff hin, von dem nur mehr niedrige Reste von Seitenwänden erkennbar sind, öffnete sich das Turmjoch mit einem Spitzbogen. An der nur noch zur Hälfte vorhandenen Wand, die den Chor nach Osten abschloss, befand sich eine Dreifenstergruppe, darüber ist im Giebel ein Rundfenster zu erkennen. Auf ein ehemaliges Kellergeschoss deutet der Ansatz einer Treppe hin, die vom Turmuntergeschoss aus hinabführte.
Das Dorf Arendsee (damals auch Arnse oder Arnesse) fiel im Lauf des Mittelalters nach und nach wüst, allerdings wurde 1492 die Kirche noch mit einem Pfarrer besetzt und auch der Friedhof weiter benutzt. 1527 bis 1617 gehörte die „Wüste Feldmark Arend-See“ zum Schloss Boitzenburg, 1726 zum Gut Schönermark. In diesen Jahren verfiel die Kirche, der Friedhof wird jedoch bis in die Gegenwart genutzt.
Heute stellen sich Ruine und Friedhof mit dem alten Baumbestand als malerisches, romantisch anmutendes Kulturensemble dar. Ein „Förderverein Alte Wüste Kirche Arendsee“ unterstützt seine Erhaltung.

### Schloss
Der Berliner Hofarchitekt Friedrich August Stüler entwarf gegen 1839 den 1843 für Graf Albert von Schlippenbach fertiggestellten Backsteinbau, der nach 1945 als Schule diente und heute als Event-Location genutzt wird. Das zum Schloss gehörige Rittergut Arendsee hatte vor 1900 einen Umfang von circa 1311 ha. Davon waren 590 ha Waldbestand. Arendsee blieb bis zur Bodenreform im Gesamtverbund der Rittergüter der Grafen von Schlippenbach. Arendsee selbst hatte vor der großen Wirtschaftskrise eine Eigengröße von 1624 ha.